# Jättefiskuv
Jättefiskuv (Ketupa blakistoni) är en utrotningshotad mycket stor fisklevande uggla som förekommer i östra Asien.

## Utseende och läte
Jättefiskuv är en mycket stor uggla (60–72 cm, upp till 4 kg) med långa och breda horisontella örontofsar. Ansiktet är blekt gråbrun, strupen vit och ögonen gula. Ovansidan är kraftigt streckat beigebrun, vingarna bandade och stjärten blek med mörka band. Undersidan är längsstreckat blekt beigebrun. Lätet är ett kort och djupt "ho-hooo".

## Utbredning och systematik
Jättefiskuv förekommer i östra Sibirien, nordöstra Kina och i norra Japan. Den delas in i två underarter med följande utbredning:
- Ketupa blakistoni doerriesi – förekommer i östligaste Sibirien och nordöstra Kina
- Ketupa blakistoni blakistoni – förekommer på Sachalin, på Hokkaido i norra Japan samt på södra Kurilerna

Arten placeras ofta i släktet Bubo.

## Levnadssätt
Jättefiskuv bebor tät skog med stora gamla träd för häckning och nära sjöar och vattendrag som inte fryser vintertid. Favoritmiljön är grunda, snabbt rinnande vattendrag med klappersten. Fågeln lever i huvudsak av insjöfisk, men kan även ta havslevande fisk, små däggdjur, fåglar, groddjur, insekter och kräftdjur. Ungfåglar stannar i hemmareviret i upp till ett och ett halvt år och börjar inte häcka förrän under tredje levnadsåret.

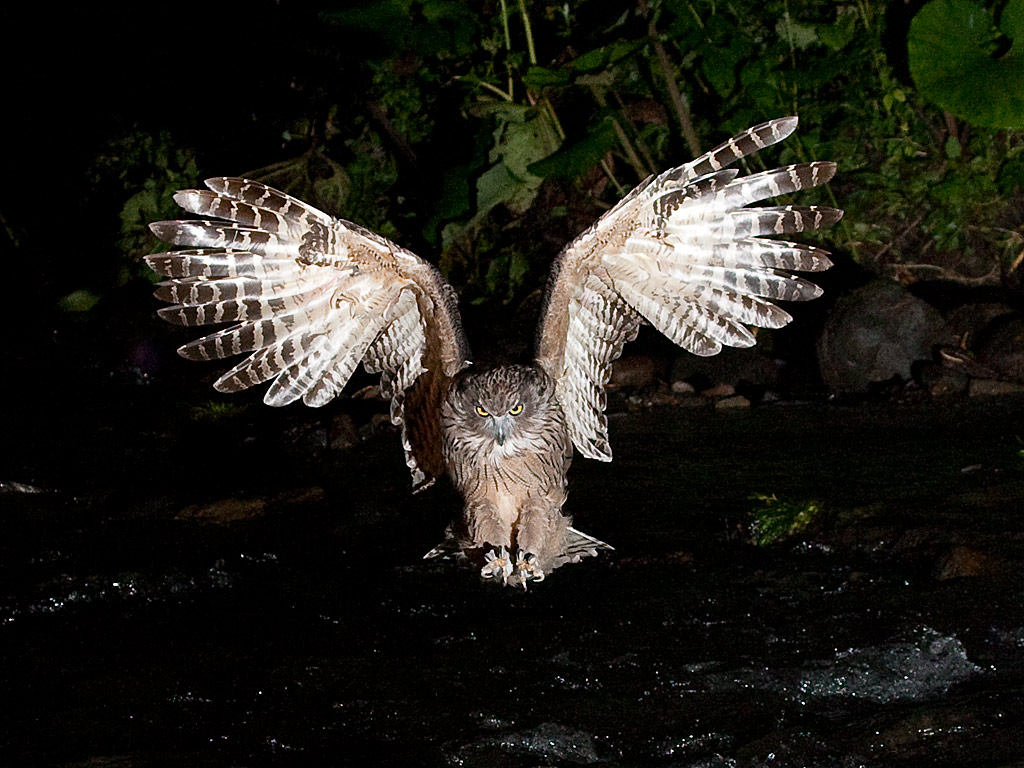
Jagande Blakistons fiskuv.

## Status och hot
Denna uggla har en mycket liten och kraftigt minskande världspopulation på uppskattningsvis endast 1 000 till 2 500 vuxna individer. Den hotas av skogsavverkning, dammbyggen och ökad exploatering utmed floder. Även störningar, födobrist till följd av överfiske, miljögifter och jakt utgör hot. Internationella naturvårdsunionen IUCN kategoriserar arten som starkt hotad. Dock finns antydningar om att populationsstorleken kan vara större än man tidigare trott. Om detta bekräftas kan arten nedgraderas i framtiden.

## Namn
Fågelns vetenskapliga artnamn hedrar Thomas Wright Blakiston (1832–1892), engelsk naturforskare och upptäcktsresande i Kanada, Kina och Japan. Tidigare kallades den Blakistons fiskuv även på svenska, men tilldelades 2024 ett mer informativt namn av BirdLife Sveriges taxonomikommitté.